# Kētos
Der Verlag Kētos ist ein Literaturverlag mit Sitz in Wien und einem Nebensitz in Prag.

## Verlagsname
Das Kētos (alternative Schreibweisen sind: Ketos oder Kétos) bedeutet auf Altgriechisch Meeresungeheuer (τὸ κῆτος).

## Verlagsprogramm
Der Verlag Kētos wurde im Jahr 2018 von Ondřej Cikán und Anatol Vitouch im Rahmen deren Vereins zur Unterstützung märchenhaften Theaters gegründet, der zuvor als Die Gruppe u. a. Filme wie Menandros & Thaïs produziert hat. Seit 2022 ist er als Kétos Verlag e.U. im österreichischen Firmenbuch eingetragen. Der Verlag gab im Herbst 2018 vier, im Jahr 2019 fünf und im Jahr 2020 bereits neun Titel heraus. Der Fokus liegt auf zweisprachigen Ausgaben „poetischer Übersetzungen“ aus dem Tschechischen, die vom Kulturministerium der Tschechischen Republik gefördert werden. Die Übersetzungen sind meist mit ausführlichem Nachwort und Kommentar versehen. Neben seinem deutschsprachigen Programm publiziert der Verlag Titel für den tschechischen Markt und seit 2020 auch österreichische Literatur.
Der Verlagsleiter Ondřej Cikán besorgt die Übersetzungen tschechischer Klassiker. Weiters arbeitet der Verlag mit der Übersetzerin Martina Lisa und dem Altphilologen Georg Danek zusammen.
Tschechische Autorinnen und Autoren, die im Verlag Kētos in deutschen Erst- oder Neuübersetzungen publiziert wurden, sind u. a.: Karel Hynek Mácha, Otokar Březina, Karel Hlaváček, Vítězslav Nezval, Josef Váchal, J. H. Krchovský, Zuzana Lazarová. Weitere vom Verlag Kētos publizierte Autoren sind H. C. Artmann, Rainer Maria Rilke, Longos und Sajath-Nova. Breitere Anerkennung erlangten die Titel Máj von Karel Hynek Mácha und Daphnis und Chloe von Longos. Im Jahr 2023 wurde Cikán der „Österreichische Staatspreis für literarische Übersetzung“ zuerkannt.
Christian Thanhäuser hat für den Verlag Kētos die Bände von Otokar Březina und H. C. Artmann illustriert.
Ondřej Cikán und Anatol Vitouch haben gemeinsam den Musismus ausgerufen und ihr poetisches Programm im Manifest des Musismus formuliert.